# Szczawikowate
Szczawikowate (Oxalidaceae) – rodzina roślin klasyfikowana dawniej do rzędu bodziszkowców (Geraniales) (np. System Cronquista z 1981, Reveala z 1999). W systemach APG z XXI wieku rodzina włączana do odrębnego rzędu szczawikowców Oxalidales. Obejmuje pięć rodzajów z około 570 gatunkami, z czego ok. pół tysiąca należy do rodzaju szczawik Oxalis i do niego też należą jedyni przedstawiciele rodziny występujący w Polsce. Rodzina jest niemal kosmopolityczna, brak jej przedstawicieli tylko na dalekiej północy i na wielkich obszarach pustynnych. Największe zróżnicowanie osiąga we wschodniej Azji, Ameryce Południowej i południowej Afryce. Kilka gatunków z rodziny ma znaczenie użytkowe jako rośliny jadalne. Bulwy szczawika bulwiastego stanowią lokalnie istotną alternatywę dla ziemniaków. Popularnych owoców, zwłaszcza w tropikach dostarcza oskomian pospolity (karambola), spożywane lokalnie lub przerabiane na soki są także owoce oskomianu bilimbi i różnych przedstawicieli rodzaju Sarcotheca. Kilka gatunków z rodzaju szczawik uprawianych jest też jako rośliny ozdobne.

## Morfologia

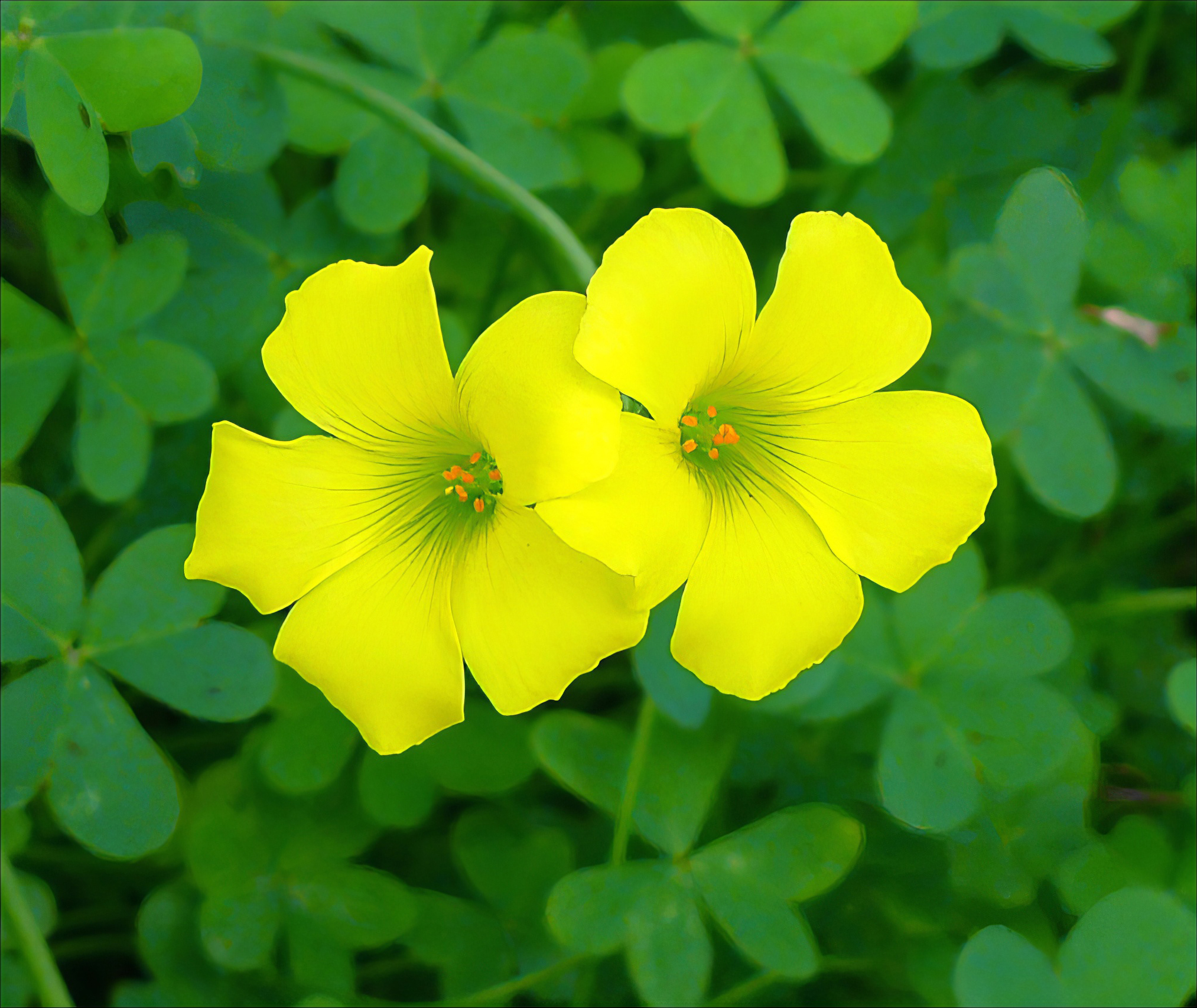
Oxalis pes-caprae

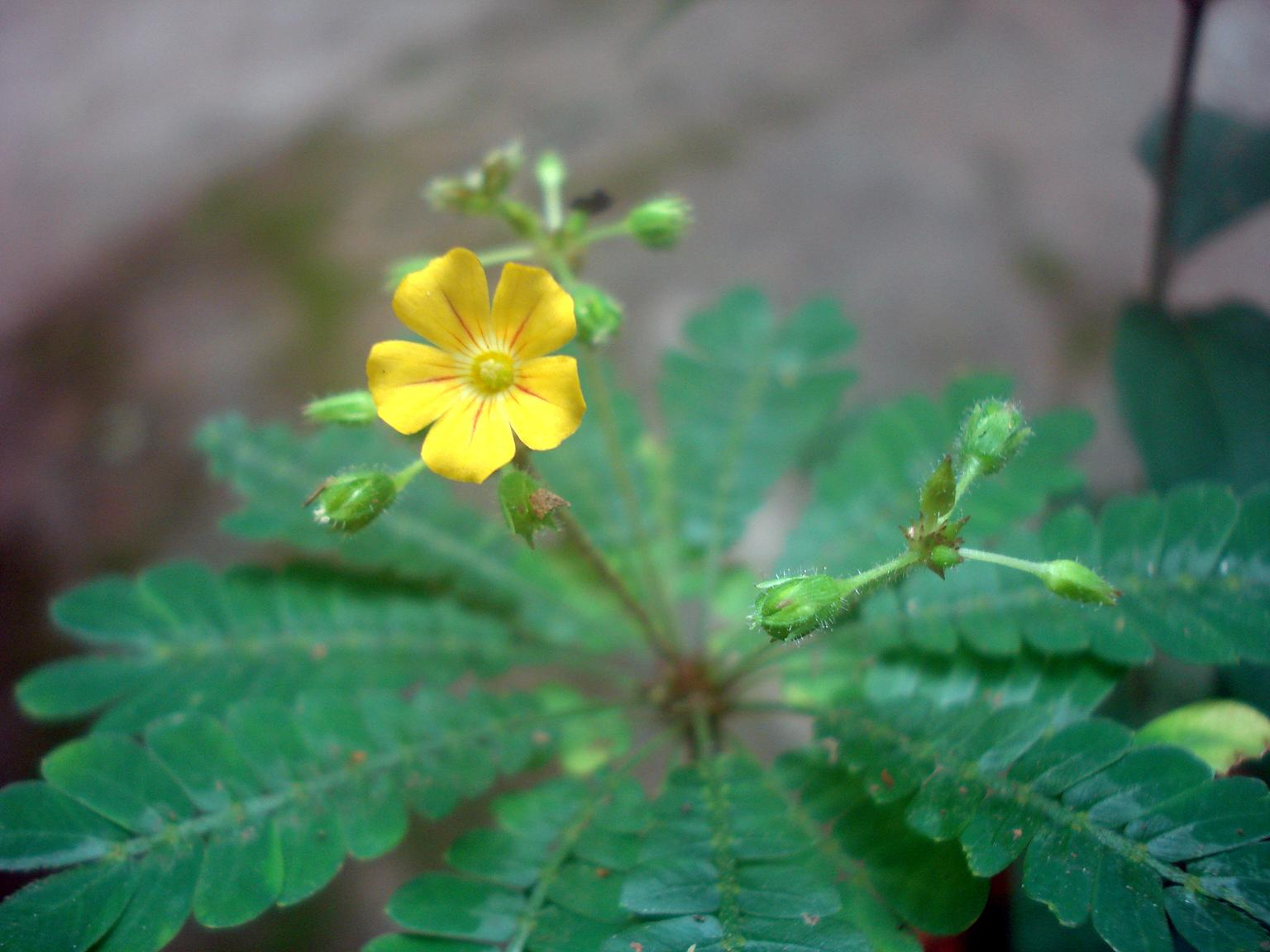
Biophytum sensitivum

PokrójW większości rośliny zielne (zarówno rośliny jednoroczne jak i byliny, rzadziej krzewinki, krzewy, pnącza i drzewa.
LiścieSkrętoległe, rzadziej okółkowe, ogonkowe. Przylistki zwykle obecne. Blaszka podzielona dłoniasto lub pierzasto, rzadko pojedyncza, całobrzega. Blaszka listków zwykle składa się na noc.
KwiatyObupłciowe, pojedyncze lub zebrane w baldachy, grona lub wierzchotki szczytowe lub wyrastające w kątach liści. Działek kielicha i płatków korony jest 5, zwykle są wolne, rzadko zrosłe u nasady. Pręcików jest 10, wyrastają w dwóch okółkach po 5, przy czym te z zewnętrznego okółka zwykle mają krótsze nitki. Zalążnia jest górna, powstaje z 5 owocolistków i ma 5 szyjek słupka zakończonych główkowatymi znamionami lub rozwidlonych.
OwoceTorebki, rzadziej jagody, z 5 komorami, w każdej z 1 do 10 nasionami.

## Systematyka
Pozycja systematyczna według APweb (aktualizowany system APG IV z 2016)
Rodzina siostrzana dla bobniowatych Connaraceae w obrębie rzędu szczawikowców Oxalidales, należącego do kladu różowych w obrębie okrytonasiennych. 
|  | bobniowate Connaraceae    |
|  |                           |
|  | szczawikowate Oxalidaceae |
|  |                           |

|  | eleokarpowate Elaeocarpaceae                                                 |
|  |                                                                              |
|  | \| \| Brunelliaceae \| \| \| \| \| \| cefalotowate Cephalotaceae \| \| \| \| |
|  |                                                                              |
|  | Brunelliaceae                                                                |
|  |                                                                              |
|  | cefalotowate Cephalotaceae                                                   |
|  |                                                                              |

|  | Brunelliaceae              |
|  |                            |
|  | cefalotowate Cephalotaceae |
|  |                            |

|  | eleokarpowate Elaeocarpaceae                                                 |
|  |                                                                              |
|  | \| \| Brunelliaceae \| \| \| \| \| \| cefalotowate Cephalotaceae \| \| \| \| |
|  |                                                                              |
|  | Brunelliaceae                                                                |
|  |                                                                              |
|  | cefalotowate Cephalotaceae                                                   |
|  |                                                                              |

|  | Brunelliaceae              |
|  |                            |
|  | cefalotowate Cephalotaceae |
|  |                            |

|  | bobniowate Connaraceae    |
|  |                           |
|  | szczawikowate Oxalidaceae |
|  |                           |

|  | eleokarpowate Elaeocarpaceae                                                 |
|  |                                                                              |
|  | \| \| Brunelliaceae \| \| \| \| \| \| cefalotowate Cephalotaceae \| \| \| \| |
|  |                                                                              |
|  | Brunelliaceae                                                                |
|  |                                                                              |
|  | cefalotowate Cephalotaceae                                                   |
|  |                                                                              |

|  | Brunelliaceae              |
|  |                            |
|  | cefalotowate Cephalotaceae |
|  |                            |

|  | eleokarpowate Elaeocarpaceae                                                 |
|  |                                                                              |
|  | \| \| Brunelliaceae \| \| \| \| \| \| cefalotowate Cephalotaceae \| \| \| \| |
|  |                                                                              |
|  | Brunelliaceae                                                                |
|  |                                                                              |
|  | cefalotowate Cephalotaceae                                                   |
|  |                                                                              |

|  | Brunelliaceae              |
|  |                            |
|  | cefalotowate Cephalotaceae |
|  |                            |

|  | bobniowate Connaraceae    |
|  |                           |
|  | szczawikowate Oxalidaceae |
|  |                           |

|  | eleokarpowate Elaeocarpaceae                                                 |
|  |                                                                              |
|  | \| \| Brunelliaceae \| \| \| \| \| \| cefalotowate Cephalotaceae \| \| \| \| |
|  |                                                                              |
|  | Brunelliaceae                                                                |
|  |                                                                              |
|  | cefalotowate Cephalotaceae                                                   |
|  |                                                                              |

|  | Brunelliaceae              |
|  |                            |
|  | cefalotowate Cephalotaceae |
|  |                            |

|  | eleokarpowate Elaeocarpaceae                                                 |
|  |                                                                              |
|  | \| \| Brunelliaceae \| \| \| \| \| \| cefalotowate Cephalotaceae \| \| \| \| |
|  |                                                                              |
|  | Brunelliaceae                                                                |
|  |                                                                              |
|  | cefalotowate Cephalotaceae                                                   |
|  |                                                                              |

|  | Brunelliaceae              |
|  |                            |
|  | cefalotowate Cephalotaceae |
|  |                            |

|  | bobniowate Connaraceae    |
|  |                           |
|  | szczawikowate Oxalidaceae |
|  |                           |

|  | eleokarpowate Elaeocarpaceae                                                 |
|  |                                                                              |
|  | \| \| Brunelliaceae \| \| \| \| \| \| cefalotowate Cephalotaceae \| \| \| \| |
|  |                                                                              |
|  | Brunelliaceae                                                                |
|  |                                                                              |
|  | cefalotowate Cephalotaceae                                                   |
|  |                                                                              |

|  | Brunelliaceae              |
|  |                            |
|  | cefalotowate Cephalotaceae |
|  |                            |

|  | eleokarpowate Elaeocarpaceae                                                 |
|  |                                                                              |
|  | \| \| Brunelliaceae \| \| \| \| \| \| cefalotowate Cephalotaceae \| \| \| \| |
|  |                                                                              |
|  | Brunelliaceae                                                                |
|  |                                                                              |
|  | cefalotowate Cephalotaceae                                                   |
|  |                                                                              |

|  | Brunelliaceae              |
|  |                            |
|  | cefalotowate Cephalotaceae |
|  |                            |

Pozycja w systemie Reveala (1993-1999)
Gromada okrytonasienne (Magnoliophyta Cronquist), podgromada Magnoliophytina Frohne & U. Jensen ex Reveal, klasa Rosopsida Batsch, podklasa różowe (Rosidae Takht.), nadrząd Geranianae Thorne ex Reveal, rząd bodziszkowce (Geraniales Dumort.), podrząd Geraniineae Bessey in C.K. Adams, rodzina szczawikowate (Oxalidaceae R. Br. in Tuckey.
Wykaz rodzajów
- Averrhoa L. – oskomian, karambola
- Biophytum DC.
- Dapania Korth.
- Oxalis L. – szczawik
- Sarcotheca Blume

Zaliczany tu dawniej (system Cronquista z 1981) rodzaj Hypseocharis umieszczany jest obecnie w bodziszkowatych (Geraniaceae), jako odrębne rodziny wyłączane są także Lepidobotryaceae (w obrębie dławiszowców Celastrales) i Dirachmaceae (w obrębie różowców Rosales).